# Mannheim Steamroller
Mannheim Steamroller je americká neoklasická new-age hudební skupina založená perkusionistou a skladatelem Chipem Davisem, která je známá především díky své sérii alb Fresh Aire, na nichž se mísí klasická hudba s prvky new age a rocku, a díky moderním nahrávkám vánoční hudby. Jen v USA skupina prodala 28 milionů alb.